# Anomis irene
Anomis irene là một loài bướm đêm trong họ Erebidae.